# 第十八届超级碗
第十八届超级碗（Super Bowl XVIII）是美国国家橄榄球联盟1983赛季的总决赛，由美联冠军洛杉矶突袭者队对阵国联冠军华盛顿红皮队。比赛于1984年1月22日在坦帕的坦帕体育场举行。
最终，洛杉矶突袭者队以38-9战胜华盛顿红皮队，第三次夺得超级碗冠军。跑卫马库斯·艾伦（Marcus Allen）获得最有价值球员称号。
此外，CBS转播本场比赛时，在比赛第三节暂停期间播出蘋果公司宣传Macintosh电脑的广告《1984》，造成轰动效应。